# Darf ich bitten?
Darf ich bitten? ist der Titel eines US-amerikanischen Tanzfilms aus dem Jahr 2004, der von Miramax Films produziert und von Peter Chelsom umgesetzt wurde. Es handelt sich dabei um eine Neuverfilmung des japanischen Films  Shall we dance? (1996) von Masayuki Suo.

## Handlung
Der Chicagoer Anwalt John Clark hat eigentlich alles, was man zum Glücklichsein braucht: eine Ehefrau, die ihn liebt, zwei Kinder und eine gesicherte Existenz. Dennoch spürt er eine Art Unzufriedenheit und eine innere Leere. Auf dem Weg nach Hause fährt er jeden Abend mit der Hochbahn an einer Tanzschule vorbei und sieht des Öfteren am Fenster eine Tanzlehrerin stehen, die abwesend-melancholisch nach draußen schaut. Fasziniert von ihr beschließt er, sich dort heimlich für einen Tanzkurs anzumelden. Doch auch als ihm klar wird, dass Paulina nichts von ihm wissen will, macht er mit dem Tanzen weiter und bereitet sich schließlich sogar auf die Teilnahme an einem Tanzturnier vor.
Seine Frau wird misstrauisch wegen seiner zunehmend besseren Laune. Deswegen beauftragt sie einen Detektiv und erfährt so von seinem Geheimnis. Zusammen mit ihrer Tochter fährt sie zu dem Turnier. Als Clark das bemerkt, kommt er aus dem Tritt, so dass seine Partnerin Bobbie nach einer Kollision mit einem anderen Paar plötzlich im Unterrock dasteht. John gibt das Tanzen auf, aber seine Frau begreift, was es ihm bedeutet. Nach einer Versöhnung gehen sie zur Tanzschule, um Paulina zu verabschieden, die wieder auf Turnieren tanzen will.

## Die Filmmusik
Die Titelmusik Shall We Dance variiert von Tango-Rhythmen über Salsa-Arrangements bis zum Lied in Spanglish, gesungen von Gizelle D’Cole und Pilar Montenegro. Das Lied Shall We Dance stammt ursprünglich aus dem Musical The King and I und wurde in der Film-Fassung mit Deborah Kerr und Yul Brynner bekannt. Die amerikanische R’n’B-Sängerin Mýa singt eine Coverversion des David-Bowie-Klassikers Let’s Dance als langsame Hip-Hop-Variante inklusiver Rap-Einlage. Der Tango zwischen den beiden Hauptdarstellern wird zu Santa maría (del buen ayre) von Gotan Project getanzt. Dazu kommen zwei mexikanische Boleros: Perfidia des aus Chiapas stammenden Komponisten Alberto Domínguez Borras und ¿Quién será? von Pablo Beltrán Ruiz aus Sinaloa. Letzterer ist in den Vereinigten Staaten als englische Coverversion Sway (Dean Martin u. a.) bekannt geworden; in der Schluss-Sequenz wird er von der Gruppe Pussycat Dolls mit Nicole Scherzinger gecovert. Für den Film hat der britische Singer-Songwriters und Rockmusiker Peter Gabriel das von Stephin Merritt geschriebene Lied The Book of Love von der US-amerikanischen Indie-Pop und Synth Pop-Band The Magnetic Fields gesungen. Diese Version wurde abgesehen von dem Film-Soundtrack erst im Jahr 2019 auf dem Kompilations-Album Rated PG veröffentlicht. Bereits 2010 erschien eine andere Version von Gabriel auf dem Coveralbum Scratch My Back.
Die Musik ist als Soundtrack auf CD und als MP3-Download erhältlich, die im Film zu hörenden Titel Livin' It Up von Ja Rule in der Bar und das Lied Shall We Dance aus dem Musical The King and I sind darauf allerdings nicht enthalten.

## Die Tanzszenen
Für die Tanzszenen hat man auf professionelle Tänzer – mit Ausnahme der Rückblenden und der ursprünglichen Einleitungsszene – weitgehend verzichtet. Alle Schauspieler sind tänzerische Laien, die für den Film speziell trainiert und vorbereitet werden mussten. Richard Gere, der zuvor gerade in dem Film-Musical Chicago (2002) mitgewirkt hatte, absolvierte einen viermonatigen Tanzkurs. Auch Jennifer Lopez musste neue Tänze wie Walzer, Tango, Quickstep und Paso Doble erlernen. Regisseur Peter Chelsom war als passionierter Hobbytänzer in dem Film bemüht, die Tanzszenen wegen der Glaubwürdigkeit so natürlich wie möglich zu halten. Zu perfekt wirkende Tanzszenen des Wettbewerbs wurden herausgeschnitten, sind aber auf der DVD-Fassung enthalten.

## Auszeichnungen
Jennifer Lopez und Richard Gere wurden im Jahr 2005 für den Teen Choice Award nominiert. Der Song The Book of Love wurde 2005 für den Golden Satellite Award nominiert.
Die Deutsche Film- und Medienbewertung FBW in Wiesbaden verlieh dem Film das Prädikat besonders wertvoll.

## DVD-Release
Die deutschsprachige DVD wurde am 17. März 2005 veröffentlicht. Darauf befinden sich neben einem Audiokommentar des Regisseurs diverse Hintergrundberichte (Tanzsaal für Anfänger, Hinter den Kulissen, Die Musik zum Film), das Musikvideo „Sway“ von den Pussycat Dolls und sechs entfernte längere Szenen (Alternativer Anfang, „Dr. Dance“-XL-Hiphop-Version, Link und Bobbie bei der Rumba, Paulina trainiert mit John, Der Wettbewerb, Paulina tanzt mit den Kindern). Dabei ist insbesondere der alternative Anfang von Interesse, da dieser von professionellen Tänzern choreographisch und filmisch ungewöhnlich umgesetzt wurde, Chelsom auf diesen aber verzichtete, weil man sonst einen anderen Film erwartet hätte. In jenem Schnitt, den er ursprünglich in einer Parallelmontage von den Beinen der Quickstep tanzenden Paare auf die Beine Johns blendet, setzt nun der eigentliche Anfang an.

## Trivia
- Das japanische Original wurde in den Vereinigten Staaten bereits 1997 unter dem gleichnamigen Titel (Shall we dance?) vertrieben. Dazu wurde es um einen einleitenden Kommentar erweitert, in welchem ein Sprecher dem Zuschauer erklärt, dass in Japan Standardtanz als unmännlich gilt und gesellschaftlich weniger akzeptiert ist. In der amerikanischen Neuverfilmung erübrigt sich dieser Kommentar.
- Obwohl der Film in Chicago spielt, wurde der überwiegende Teil der Aufnahmen aus Kostengründen in Winnipeg, Manitoba, gedreht. Für die Aufnahmen der Hochbahn ließ man ein separates Filmteam Material an einem Drehtag sammeln.
- Der Film hatte ein Budget von 49 Mio. US-Dollar und benötigte eine Drehzeit von nur fünf Wochen.